# Anibal José
Anibal José (29 marzo 1904 – 8 gennaio 1976) è stato un calciatore portoghese, di ruolo centrocampista.

## Carriera
Ha rappresentato la Nazionale portoghese alle Olimpiadi del 1928.